# Dasyhelea fascilgera
Dasyhelea fascilgera är en tvåvingeart som beskrevs av Jean-Jacques Kieffer 1925. Dasyhelea fascilgera ingår i släktet Dasyhelea och familjen svidknott. Inga underarter finns listade i Catalogue of Life.